# Gera (Tanzania)
Gera è una circoscrizione rurale (rural ward) della Tanzania situata nel distretto di Missenyi, regione del Kagera. Conta una popolazione di 4 831 abitanti (censimento 2012).